# Rock Island Arsenal
Rock Island Arsenal è una grande base militare census-designated place (CDP) degli Stati Uniti d'America, situato nello Stato dell'Illinois, nella contea di Rock Island.